# Polskie Towarzystwo Technologów Żywności
Polskie Towarzystwo Technologów Żywności – polskie towarzystwo naukowe skupiające głównie pracowników naukowych reprezentujących dyscyplinę naukową technologia żywności i żywienia, ale także osoby bezpośrednio związane z branżą spożywczą, absolwentów kierunków studiów związanych z technologią żywności oraz pokrewnych. Towarzystwo opiera swoją działalność na pracy społecznej jego członków, a od 2004 roku PTTŻ posiada status organizacji pożytku publicznego.

## Cel
Nadrzędnym celem Polskiego Towarzystwa Technologów Żywności jest rozwijanie działalności naukowej, dydaktycznej i popularyzatorskiej w dziedzinie nauk o żywności, technologii żywności i dziedzin pokrewnych, a także upowszechnianie osiągnięć naukowych związanych z reprezentowaną przez członków dyscypliną naukową.

## Historia
Polskie Towarzystwo Technologów Żywności (PTTŻ) zostało utworzone z inicjatywy grupy pracowników naukowych zajmujących się problematyką technologii i nauk o żywności, którzy na przełomie lat 1989/1990 podjęli prace nad powołaniem towarzystwa naukowego technologów żywności. Inicjatorem powstania Towarzystwa był prof. dr h.c. multi Antoni Rutkowski, nestor polskiej nauki o żywności. W realizację tej inicjatywy zaangażowani byli profesorowie: Janusz Budny, Stanisław Bujak, Zbigniew Duda, Tadeusz Gołębiewski, Tadeusz Haber, Adolf Horubała, Mirosława Klepacka, Edward Kołakowski, Henryk Niewiadomski (chemik), Mieczysław Pałasiński, Zdzisław Edmund Sikorski, Gustaw Sobkowicz, Adam Sroczyński, Stanisław Tyszkiewicz, docent Irena Tyszkiewicz oraz doktor Tomasz Wawrzyniak, którzy 23 czerwca 1990 roku powołali Komitet Założycielski Towarzystwa w osobach profesorów: Tadeusza Gołębiewskiego, Tadeusza Habera, Adolfa Horubały, Antoniego Rutkowskiego i Stanisława Tyszkiewicza. Na podstawie statutu przygotowanego przez Komitet Założycielski, Sąd Wojewódzki w Warszawie 17 sierpnia 1990 roku zarejestrował Polskie Towarzystwo Technologów Żywności, natomiast 4 września 1990 roku Sekretarz Naukowy Polskiej Akademii Nauk, w oparciu o stanowisko Prezydium Rady Towarzystw Naukowych, wyraził zgodę na afiliowanie PTTŻ przy Wydziale Nauk Rolniczych i Leśnych Polskiej Akademii Nauk.

## Działalność
Towarzystwo realizuje swoje cele wielopłaszczyznowo, często we współpracy z innymi podmiotami, m.in. Komitetem Nauk o Żywności i Żywieniu Polskiej Akademii Nauk, polskimi i zagranicznymi jednostkami akademickimi, a także innymi towarzystwami naukowymi i branżowymi, takimi jak Polskie Towarzystwo Nauk Żywieniowych, czy Stowarzyszenie Inżynierów i Techników Przemysłu Spożywczego. Polskie Towarzystwo Technologów Żywności jest organizacją stowarzyszoną z The European Federation of Food Science and Technology (EFFoST) oraz Gesellschaft Deutscher Lebensmitteltechnologen (GDL) (ang. German Association of Food Technologists). PTTŻ uczestniczy w realizacji dwóch projektów finansowanych z funduszy Unii Europejskiej: FoodSafety4EU (partner wspierający) i EQVEGAN (partner stowarzyszony).
Działalność Polskiego Towarzystwa Technologów Żywności polega głównie na organizacji konferencji, sympozjów o zasięgu krajowym i międzynarodowym, które mają charakter ogólny lub branżowy. Spotkania młodych adeptów nauki, głównie doktorantów, związanych z dyscypliną technologia żywności i żywienia, od 1995 roku odbywają się corocznie w ramach Sesji Naukowej Sekcji Młodej Kadry Naukowej PTTŻ, a od 2012 roku mają dodatkowo charakter międzynarodowy. Od 2016 roku Towarzystwo organizuje konkurs na najlepszą pracę doktorską z zakresu nauk o żywności. Ocenie, przez Kapitułę powołaną przez Zarząd Główny PTTŻ, podlegają prace doktorskie wyłącznie młodych adeptów nauki (do 35 lat) działających w obszarze nauk o żywności, będących członkami Polskiego Towarzystwa Technologów Żywności co najmniej rok przed obroną pracy doktorskiej. Bieżąca aktywność PTTŻ związana jest głównie z organizowaniem zebrań naukowych w poszczególnych oddziałach. W ramach współpracy z branżą spożywczą organizowane są również wizyty studyjne w zakładach przemysłu spożywczego. PTTŻ współpracuje, jako partner instytucjonalny, z portalem internetowym FoodFakty.
Polskie Towarzystwo Technologów Żywności, nieprzerwanie od 1994 roku, jest wydawcą czasopisma naukowego Żywność. Nauka. Technologia. Jakość, adresowanego do: pracowników nauki, technologów i analityków żywności, pracowników przemysłu spożywczego, pracowników urzędowego nadzoru żywności, a także menedżerów jakości, studentów technologii żywności oraz kierunków pokrewnych. Czasopismo (obecnie w formie kwartalnika) wydawane przez Wydawnictwo Naukowe PTTŻ w systemie non profit, jest opiniotwórczym pismem środowiska nauk o żywności i jako czasopismo polskojęzyczne ma ogromne zasługi w kształtowaniu terminologii w dyscyplinie technologia żywności i żywienia oraz w szeroko pojętej nauce o żywności.
Działalność Towarzystwa skupia się również na problematyce racjonalnego wykorzystania żywności i przeciwdziałania jej marnowaniu. W latach 2014–2017 Polskie Towarzystwo Technologów Żywności było liderem konsorcjum realizującego projekt „Model ograniczania strat i marnowania żywności z korzyścią dla społeczeństwa” (akronim MOST) finansowanego w ramach I konkursu „Innowacje Społeczne” Narodowego Centrum Badań i Rozwoju, którego efektem było opracowanie i upowszechnienie nowatorskiej procedury ograniczenia strat i marnowania żywności z korzyścią dla społeczeństwa. Kierownikiem projektu była prof. dr hab. Danuta Kołożyn-Krajewska, wieloletnia członkini Towarzystwa i Prezeska w latach 2007–2012. Podstawowym, proponowanym rozwiązaniem i celem społecznym projektu jest przekazywanie żywności, w tym przede wszystkim produktów o krótkim terminie przydatności do spożycia do Banków Żywności. Od 1 września 2018 do 30 listopada 2021 roku Polskie Towarzystwo Technologów Żywności było zaangażowane w realizację projektu „Opracowanie systemu monitorowania marnowanej żywności i efektywnego programu racjonalizacji strat i ograniczania marnotrawstwa żywności” (akronim PROM), finansowanego przez Narodowe Centrum Badań i Rozwoju w ramach strategicznego programu badań naukowych i prac rozwojowych GOSPO-STRATEG, w konsorcjum, którego liderem była Federacja Polskich Banków Żywności. Partnerami projektu był Instytut Ochrony Środowiska, Szkoła Główna Gospodarstwa Wiejskiego w Warszawie oraz Krajowy Ośrodek Wsparcia Rolnictwa. To pierwszy tego typu projekt badawczy w Polsce, którego celem było m.in. oszacowanie skali strat i marnotrawstwa żywności w Polsce oraz poznanie przyczyn tych niekorzystnych zjawisk, zarówno w poszczególnych sektorach czy ogniwach, jak i w całym łańcuchu żywnościowym, w tym w gospodarstwach domowych. W ramach projektu opracowano założenia Strategii racjonalizacji strat i ograniczania marnotrawstwa żywności oraz wdrożono, będącą rezultatem wcześniej realizowanego projektu, procedurę MOST w pięciu podmiotach różnych branż działających w łańcuchu żywnościowym. Budowaniu proaktywnych postaw w tym zakresie była przeprowadzona w ramach projektu kampania „Nie marnuj jedzenia”. Wyniki tych projektów są upowszechniane w trakcie konferencji naukowych i innych wydarzeń organizowanych m.in. przez Ministerstwo Rolnictwa i Rozwoju Wsi, czy ambasadę Francji w Warszawie, oraz podczas audycji radiowych i telewizyjnych.

## Struktura
Władzami naczelnymi PTTŻ są: Walne Zebranie Delegatów, Zarząd Główny, Główna Komisja Rewizyjna oraz Sąd Koleżeński. Najwyższą władzą Towarzystwa jest Walne Zebranie Delegatów. Pomiędzy Walnymi Zebraniami Delegatów działalnością PTTŻ kieruje 15-osobowy Zarząd Główny. W XII kadencji (2022–2025) funkcję Prezeski PTTŻ pełni prof. dr hab. Joanna Stadnik (Uniwersytet Przyrodniczy w Lublinie), zaś wiceprezeskami są: prof. dr hab. Agnieszka Kita (Uniwersytet Przyrodniczy we Wrocławiu) i dr hab. Dorota Piasecka-Kwiatkowska prof. UPP (Uniwersytet Przyrodniczy w Poznaniu).
W strukturze PTTŻ działa dziesięć lokalnych oddziałów (gdański, lubelski, łódzki, małopolski, olsztyński, podkarpacki, szczeciński, warszawski, wielkopolski i wrocławski) mających swoje siedziby w ośrodkach akademickich prowadzących badania naukowe w dyscyplinie technologia żywności i żywienia. Jedenastym oddziałem Towarzystwa jest Wydawnictwo Naukowe PTTŻ. Przy PTTŻ działa również dziewięć sekcji tematycznych – Analizy i Oceny Żywności, Ekonomiczna, Chemii i Technologii Mleka, Chemii i Technologii Tłuszczów, Młodej Kadry Naukowej, Probiotyków i Prebiotyków, Technologii Mięsa, Technologii Owoców i Warzyw oraz Technologii Węglowodanów.
Członkami Towarzystwa są głównie pracownicy naukowi reprezentujący dyscyplinę naukową technologia żywności i żywienia, ale także osoby bezpośrednio związane z branżą spożywczą, absolwenci kierunków studiów związanych z technologią żywności oraz pokrewnych. W 2022 roku Towarzystwo liczyło ponad 740 członków. Osobom, które położyły wybitne zasługi na polu nauk wchodzących w zakres działalności Towarzystwa, lub szczególnie zasłużyły się Towarzystwu, Walne Zebranie Delegatów nadaje godność Członka Honorowego. Do 2023 roku tym wyróżnieniem zostało uhonorowanych 26 osób. Towarzystwo nadaje również Złotą Odznakę PTTŻ, która przyznawana jest przez Zarząd Główny PTTŻ wieloletnim członkom Towarzystwa za wybitny wkład organizacyjny w działalność Towarzystwa oraz znaczący udział w jego rozwoju.